# Zillingtal
Zillingtal (kroatisch Celindof, ungarisch Völgyfalu) ist eine Gemeinde mit 1045 Einwohnern (Stand 1. Jänner 2025) im Burgenland im Westen des Bezirks Eisenstadt-Umgebung in Österreich. Der ungarische Ortsname der Gemeinde ist Völgyfalu. Im Ort gibt es zahlreiche Angehörige der burgenlandkroatischen Minderheit.

## Geografie
Die Gemeinde liegt im nördlichen Burgenland an der niederösterreichischen Landesgrenze. Zillingtal ist der einzige Ort in der Gemeinde. Im Gemeindegebiet befindet sich die Wochenendhaussiedlung Pöttschinger See-Gebiet.
Nachbargemeinden:
| Zillingdorf (WB)               | Steinbrunn                                  |                  |
| Pöttsching (MA) Krensdorf (MA) | Kompassrose, die auf Nachbargemeinden zeigt | Müllendorf       |
| Zemendorf-Stöttera (MA)        | Hirm (MA)                                   | Wulkaprodersdorf |

## Geschichte

Zillingtal (Mitte links) um 1873 (Aufnahmeblatt der Landesaufnahme)

Dass das Gebiet von Zillingtal schon früh besiedelt war, zeigen Funde aus der Jungsteinzeit. So wurde in der Ried Mitterwald ein Bruchstück einer tönernen Frauenfigur aus der Zeit um 5.000 vor Christus entdeckt. Aus der gleichen Fundstelle stammt der Schädel eines 35- bis 45-jährigen Mannes, der Spuren einer Kopfoperation aufweist. Der Patient hatte den Eingriff überlebt.
In der Nähe der Schimmelkapelle wurden Siedlungsreste aus der Hallstattzeit (750 bis 450 vor Christus) ausgegraben.
Vor Christi Geburt war das Gebiet Teil des keltischen Königreiches Noricum und gehörte zur Umgebung der keltischen Höhensiedlung Burg auf dem Schwarzenbacher Burgberg. Später unter den Römern lag das heutige Zillingtal dann in der Provinz Pannonia.
Ein Friedhof mit 797 Gräbern in der Ried „Herrschaftsbreiten“ stammt aus der Zeit der Awaren von 625 bis 800 nach Christus. Darin befanden sich bronzene Gürtelbestandteile mit Greifdarstellungen, die die Basis des Zillingtaler Wappens wurden.
Die erste urkundliche Erwähnung eines Orts „Pomog“ datiert auf das Jahr 1271. Es ist unklar, ob dies dem heutigen Ort Zillingtal oder einer Siedlung zwischen Steinbrunn und Zillingtal entspricht. Der deutsche Name Cylygenthal (Cäciliental) wird erstmals 1301 erwähnt. Der Name stammt entweder von einer Kirche, die der hl. Cäcilia geweiht war, oder einer Grundherrin.
1529 und 1683 wurde Zillingtal von den Türken zerstört. Danach siedelten sich Kroaten an.
Der Ort gehörte wie das gesamte Burgenland bis 1920/21 zu Ungarn (Deutsch-Westungarn). Seit 1898 musste aufgrund der Magyarisierungspolitik der Regierung in Budapest der ungarische Ortsname Völgyfalu verwendet werden. Nach Ende des Ersten Weltkriegs wurde nach zähen Verhandlungen Deutsch-Westungarn in den Verträgen von St. Germain und Trianon 1919 Österreich zugesprochen. Der Ort gehört seit 1921 zum neu gegründeten Bundesland Burgenland (siehe auch Geschichte des Burgenlandes).

## Kultur und Sehenswürdigkeiten

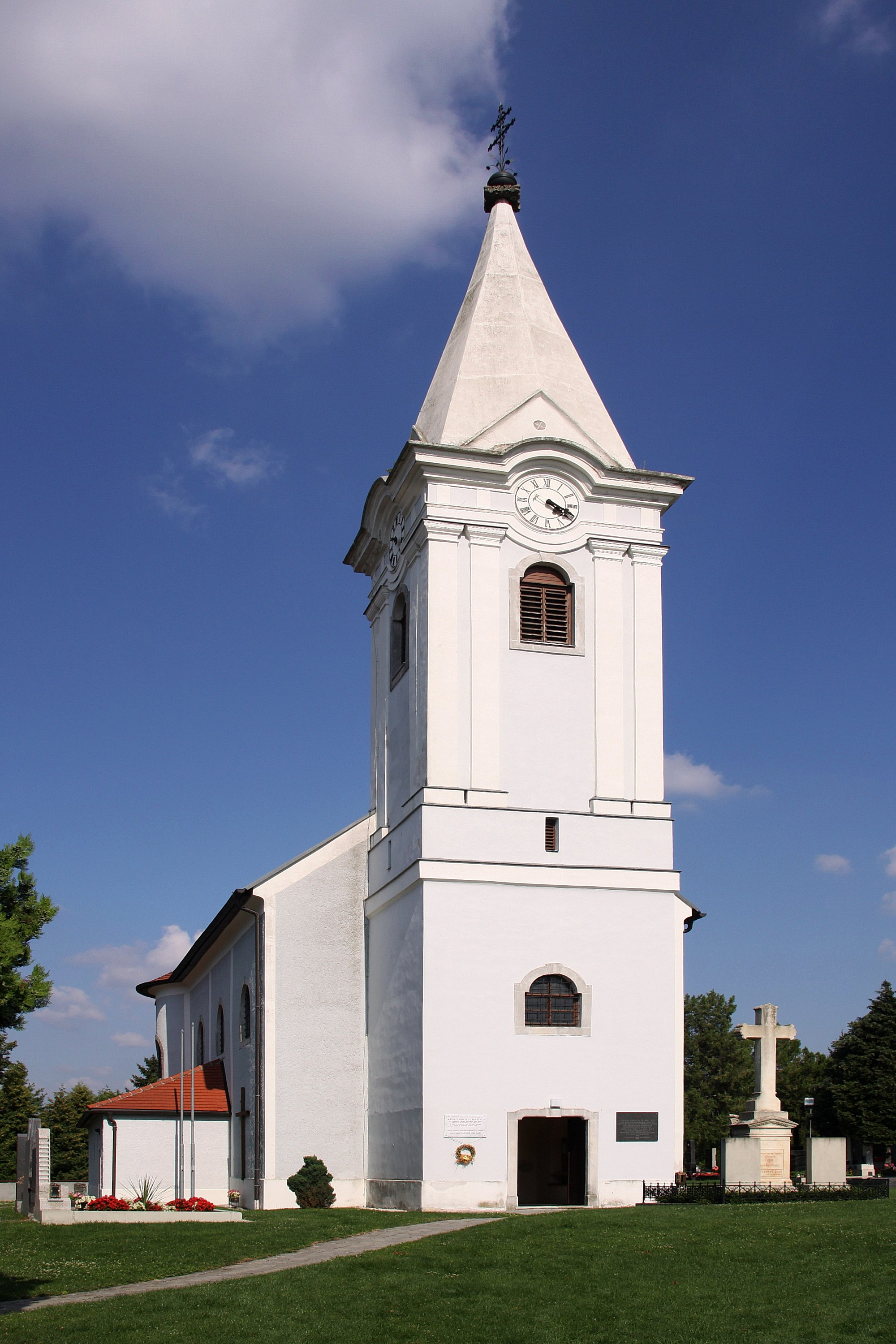
Pfarrkirche Zillingtal

- Katholische Pfarrkirche Zillingtal Hll. Peter und Paul: Die 1659 errichtete Pfarrkirche ist ein Bauwerk des Barock mit einer Ausstattung aus dem Rokoko.
- Ein Strohpyramidenbau im Jahr 1999 (15.600 Strohballen wurden zu einer Pyramide mit 23 m mal 23 m Grundfläche und 14,6 m Höhe händisch aufgeschichtet) führte zu einem Eintrag ins Guinness-Buch der Rekorde.

## Politik

### Gemeinderat

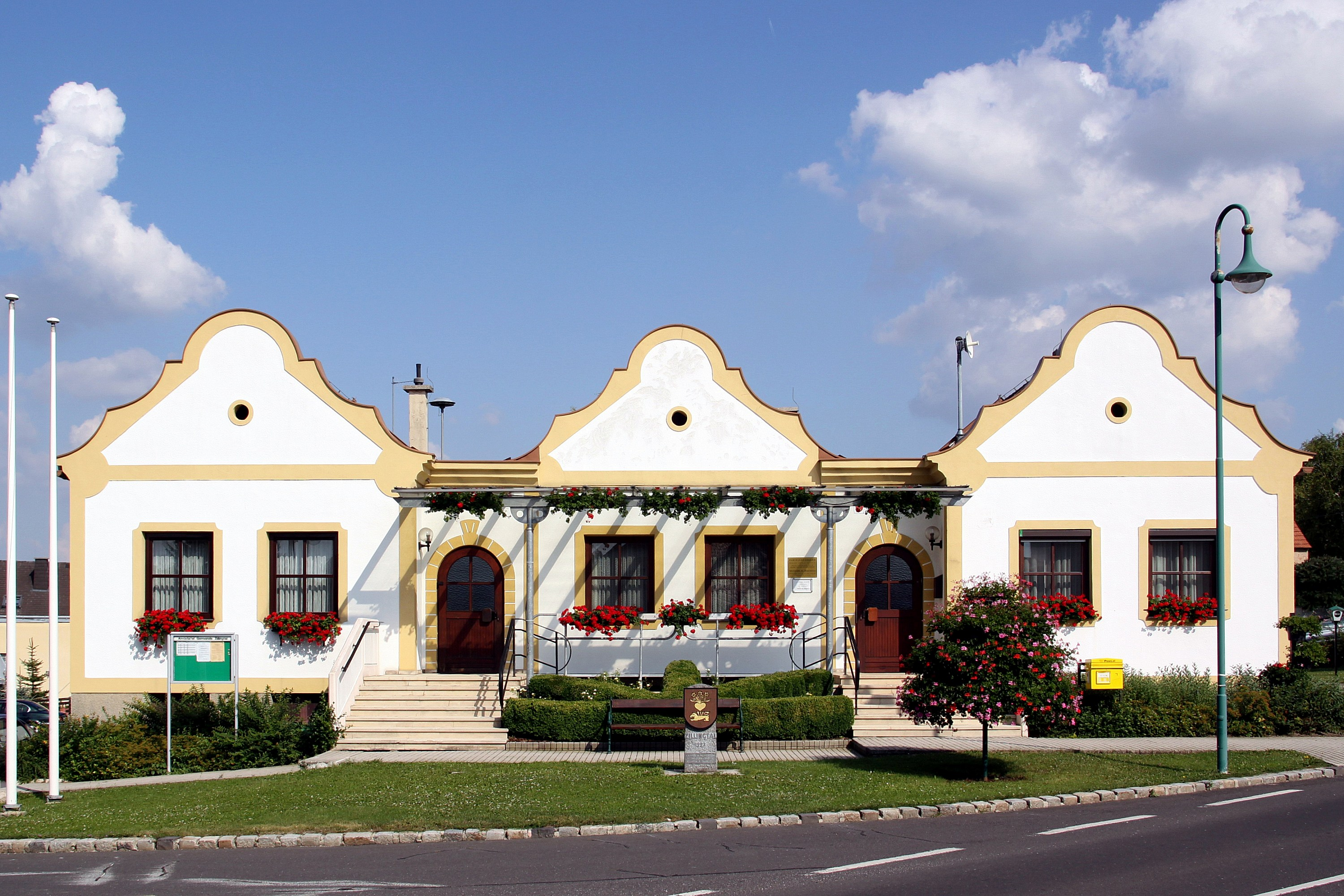
Gemeindeamt Zillingtal

Der Gemeinderat umfasst aufgrund der Anzahl der Wahlberechtigten insgesamt 15 Mitglieder.
| Partei          | 2022             | 2022             | 2022             | 2017             | 2017             | 2017             | 2012             | 2012             | 2012             | 2007             | 2007             | 2007             | 2002             | 2002             | 2002             | 1997             | 1997             | 1997             |
| Partei          | Sti.             | %                | M                | Sti.             | %                | M.               | Sti.             | %                | M.               | Sti.             | %                | M.               | Sti.             | %                | M.               | Sti.             | %                | M.               |
| --------------- | ---------------- | ---------------- | ---------------- | ---------------- | ---------------- | ---------------- | ---------------- | ---------------- | ---------------- | ---------------- | ---------------- | ---------------- | ---------------- | ---------------- | ---------------- | ---------------- | ---------------- | ---------------- |
| SPÖ             | 412              | 61,04            | 10               | 312              | 53,15            | 8                | 320              | 50,55            | 8                | 281              | 48,95            | 6                | 303              | 57,82            | 8                | 228              | 49,89            | 7                |
| ÖVP             | 170              | 25,19            | 4                | 275              | 46,85            | 7                | 261              | 41,23            | 6                | 250              | 43,55            | 6                | 221              | 42,18            | 5                | 165              | 36,11            | 5                |
| GRÜNE           | 73               | 10,81            | 1                | nicht kandidiert | nicht kandidiert | nicht kandidiert | nicht kandidiert | nicht kandidiert | nicht kandidiert | nicht kandidiert | nicht kandidiert | nicht kandidiert | nicht kandidiert | nicht kandidiert | nicht kandidiert | nicht kandidiert | nicht kandidiert | nicht kandidiert |
| KLART           | 20               | 2,96             | 0                | nicht kandidiert | nicht kandidiert | nicht kandidiert | nicht kandidiert | nicht kandidiert | nicht kandidiert | nicht kandidiert | nicht kandidiert | nicht kandidiert | nicht kandidiert | nicht kandidiert | nicht kandidiert | nicht kandidiert | nicht kandidiert | nicht kandidiert |
| LBL             | nicht kandidiert | nicht kandidiert | nicht kandidiert | nicht kandidiert | nicht kandidiert | nicht kandidiert | 52               | 8,21             | 1                | nicht kandidiert | nicht kandidiert | nicht kandidiert | nicht kandidiert | nicht kandidiert | nicht kandidiert | nicht kandidiert | nicht kandidiert | nicht kandidiert |
| FBL             | nicht kandidiert | nicht kandidiert | nicht kandidiert | nicht kandidiert | nicht kandidiert | nicht kandidiert | nicht kandidiert | nicht kandidiert | nicht kandidiert | 43               | 7,49             | 1                | nicht kandidiert | nicht kandidiert | nicht kandidiert | nicht kandidiert | nicht kandidiert | nicht kandidiert |
| FPÖ             | nicht kandidiert | nicht kandidiert | nicht kandidiert | nicht kandidiert | nicht kandidiert | nicht kandidiert | nicht kandidiert | nicht kandidiert | nicht kandidiert | nicht kandidiert | nicht kandidiert | nicht kandidiert | nicht kandidiert | nicht kandidiert | nicht kandidiert | 64               | 14,00            | 1                |
| Wahlberechtigte | 876              | 876              | 876              | 800              | 800              | 800              | 796              | 796              | 796              | 721              | 721              | 721              | 694              | 694              | 694              | 561              | 561              | 561              |
| Wahlbeteiligung | 80,02 %          | 80,02 %          | 80,02 %          | 78,00 %          | 78,00 %          | 78,00 %          | 82,91 %          | 82,91 %          | 82,91 %          | 83,22 %          | 83,22 %          | 83,22 %          | 80,55 %          | 80,55 %          | 80,55 %          | 88,77 %          | 88,77 %          | 88,77 %          |

### Gemeindevorstand
Neben Bürgermeisterin Eva Karacson (SPÖ) und Vizebürgermeisterin Jasmine Sommer (SPÖ) gehören weiters die geschäftsführenden Gemeinderäte Christoph Fellinger (SPÖ), Iris Klikovits (SPÖ) und Gerhard Aibler (ÖVP) dem Gemeindevorstand an.

### Bürgermeister
Bürgermeister war seit 1992 Johann Fellinger (SPÖ). Bei der Bürgermeisterdirektwahl am 1. Oktober 2017 wurde er mit 54,01 % in seinem Amt bestätigt. Sein Mitbewerber war zum dritten Mal in Folge Vizebürgermeister Karl Aibler (ÖVP), der 45,99 % erreichte.
Bei der Wahl 2022 wurde Eva Karacson mit 84,95 Prozent der Stimmen im ersten Wahlgang zur Bürgermeisterin gewählt.

### Wappen
|  | Die Verleihung des Gemeindewappens fand am 27. Juni 1992 statt. Blasonierung: In Rot ein goldener Vogel Greif, an dessen Flug eine goldene Herzblume wächst. Der Greif ist einem Fund aus der Awarenzeit entnommen und weist auf die alte Geschichte des Ortes hin. Die Herzblume ist das alte Ortswappen von Zilliungtal. |

## Söhne und Töchter der Gemeinde
- Johann Kruesz (1879–1960), Landwirt und Politiker
- Johann Wildt I. (1913–1983), Landwirt und Politiker
- Johann Wildt II. (1937–1987), Landwirt und Politiker
- Paul Gludovatz (1946–2021), österreichischer Fußballtrainer